# Microphor obscurus
Microphor obscurus är en tvåvingeart som först beskrevs av Daniel William Coquillett 1903.  Microphor obscurus ingår i släktet Microphor och familjen styltflugor. Inga underarter finns listade i Catalogue of Life.